# Luins
Luins je obec na jihozápadě Švýcarska v okrese Nyon v kantonu Vaud. Žije zde 611 obyvatel.

## Geografie
Luins leží v nadmořské výšce 460 m, vzdušnou čarou 7 km severovýchodně od okresního města Nyon. Vinařská obec se nachází na mírně vyvýšeném místě na jižním svahu údolí Vaud Côte, v panoramatické poloze asi 80 metrů nad hladinou Ženevského jezera.
Území obce o rozloze 2,7 km² zahrnuje část v západní části oblasti Vaud Côte. Území obce se rozkládá od náhorní plošiny na úpatí Côte mezi potoky Lavasson na západě a Dullive na východě, na sever po vinicích Côte až k náhorní plošině u Burtigny. Jedná se o nejvyšší bod Luins ve výšce 726 metrů nad mořem. V roce 1997 tvořila 11 % rozlohy obce zastavěná plocha, 12 % lesy a lesní porosty, 76 % zemědělství a necelé 1 % neproduktivní půda.
K obci Luins patří osady Le Bagnu (445 m n. m.) a Combes (475 m n. m.) na svahu Côte západně od obce, část domů Le Vernay (417 m n. m.) na náhorní plošině na úpatí svahu a také několik vinic a jednotlivých farem. Sousedními obcemi jsou Gland Begnins, Burtigny, Vinzel, Bursins a Dully.

## Historie
První písemná zmínka o obci pochází z roku 1115, kdy již nesla svůj současný název; v roce 1335 se objevil zápis Luyns. Od středověku patřilo Luins k panství Cossonay, v 15. století byla obec podřízena panství Mont-le-Vieux. Po dobytí Vaudu Bernem v roce 1536 přešlo Luins pod správu panství Morges. Hrad Luins patřil v letech 1582–1809 rodu von Wattenwyl. Po pádu Staré konfederace patřila obec v letech 1798–1803 v období helvétského soustátí ke kantonu Léman, který byl poté po vstupu v platnost Ústavy o zprostředkování sloučen s kantonem Vaud. Roku 1798 byla přičleněna k okresu Rolle.

## Obyvatelstvo
| Rok            | 1850 | 1900 | 1910 | 1930 | 1950 | 1960 | 1970 | 1980 | 1990 | 2000 |
| Počet obyvatel | 180  | 266  | 233  | 195  | 231  | 215  | 229  | 226  | 323  | 322  |

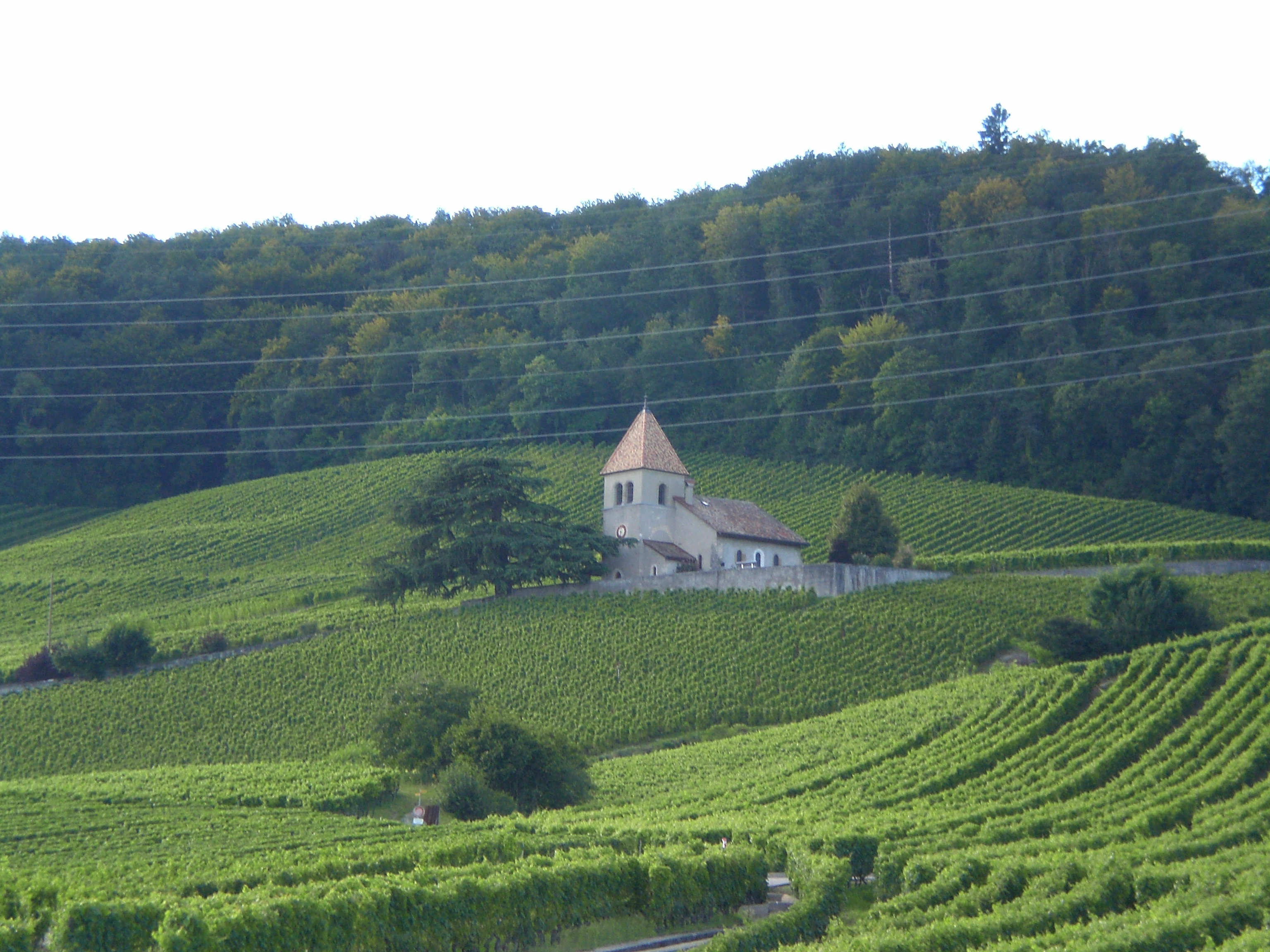
Vinice v okolí obce

Z celkového počtu obyvatel je 79,5 % francouzsky mluvících, 7,5 % portugalsky mluvících a 6,5 % anglicky mluvících (stav v roce 2000). V roce 1900 žilo v Luins celkem 266 obyvatel. Poté, co se počet obyvatel do roku 1980 snížil na 226, dochází od té doby ke zdvojnásobení počtu obyvatel, ačkoli v roce 1979 vstoupil v platnost velmi restriktivní plán rozvoje výstavby.

## Hospodářství
Až do druhé poloviny 20. století byla obec Luins převážně zemědělskou obcí. Zemědělství hraje i dnes důležitou roli jako zdroj příjmů obyvatelstva. Vinice jsou obhospodařovány po celém úbočí Côte pod nadmořskou výškou 550 až 600 metrů. Na náhorní plošině na úpatí svahu převládá na úrodných půdách orná půda a ovocnářství, zatímco na náhorní plošině směrem k Burtigny převládá chov dojnic. Další pracovní příležitosti jsou k dispozici v průmyslu a ve službách. V posledních desetiletích se obec díky své atraktivní poloze rozvinula v rezidenční obec. Mnoho pracujících dojíždí za prací do Lausanne či Ženevy.

## Doprava
Obec má dobré dopravní spojení. Leží na hlavní silnici vedoucí z Nyonu po svazích Côte do Aubonne. Dálniční křižovatka Gland na dálnici A1 (Ženeva–Lausanne), která byla otevřena v roce 1964, je od obce vzdálena asi 3 km. Obec je napojena na síť veřejné dopravy prostřednictvím linky Postbusu, která jezdí z Glandu do Rolle.